# Cedric Drewe
Cedric Drewe (26 mai 1896 - 21 janvier 1971) est un homme politique britannique du Parti conservateur. 

## Biographie
Il est le fils de Julius Drewe (en), homme d'affaires, détaillant et entrepreneur anglais .
Aux élections générales de 1924, il est élu à la Chambre des communes en tant que député de South Molton dans le Devon, battant le député libéral George Lambert, qui occupait le siège depuis 1891 . Lambert regagne le siège aux élections générales de 1929, et continue à représenter South Molton jusqu'à ce qu'il se retire des Communes lors des élections générales de 1945.
Drewe est réélu au Parlement deux ans plus tard, lors des élections générales de 1931, pour la circonscription de Honiton . Il occupe le siège jusqu'à ce qu'il se retire du Parlement lors des élections générales de 1955.
Il n'a jamais occupé de poste ministériel, mais est whip conservateur pendant de nombreuses années, et dans le gouvernement de Winston Churchill de 1951 à 1955, il est whip en chef adjoint du gouvernement, avec le titre officiel de trésorier de la maison ,.
Drewe est nommé chevalier commandeur dans l'Ordre royal de Victoria, par la reine Élisabeth II, le 1er juin 1953.